# 豊川市立国府小学校
豊川市立国府小学校（とよかわしりつ こうしょうがっこう）は、愛知県豊川市国府町にある公立小学校。

## 校区
- 校区は国府町（山ノ入の一部を除く）、国府南1-3丁目、森1-6丁目、為当町、久保町、白鳥町（上郷中・下郷中・防入・米田・五丁田・高田）、白鳥2-5丁目、白鳥6丁目（一部）、八幡町（下六光寺・上六光寺・寺前・西六光寺・黒仏・上宿・大池・大宝山（一部））、新青馬町、新栄町であり、公立中学校に進む場合は豊川市立西部中学校に進学する[2]。

## 沿革
- 1873年（明治6年） - 国府村に第2大学区第10中学区内第43番小学国府学校として開校。極楽寺[注釈 1]を仮校舎とする。
- 1875年（明治8年） - 小田淵村に第128番小学桜町学校が開校する。渕深寺[注釈 2]を仮校舎とする。
- 1876年（明治9年） - 白鳥村に白鳥学校が開校する。
- 1879年（明治12年） -
  - 為当村に為当学校が開校する。
  - 国府学校が移転する。校舎は岡崎城隅矢倉を移築した建物。
- 1887年（明治20年） -
  - 国府学校に為当学校が統合される。同時に尋常小学校国府学校に改称する。為当学校は為当分教場となる。
  - 桜町学校が簡易科桜町小学校に改称する。
  - 白鳥学校が簡易科白鳥小学校に改称する。
- 1889年（明治22年）10月1日 -
  - 国府村、為当村、森村が合併し、国府村となる。
  - 白鳥村、小田淵村、久保村が合併し、白鳥村が発足。
- 1892年（明治25年） - 尋常小学校国府学校が国府尋常小学校、簡易科桜町小学校が桜町尋常小学校、簡易科白鳥小学校が白鳥尋常小学校に改称する。
- 1894年（明治27年）6月23日 - 国府村が町制施行し、国府町となる。
- 1896年（明治29年） - 為当分教場が独立し、国府第二尋常小学校となる。同時に尋常小学校国府学校は国府第一尋常小学校に改称する。
- 1906年（明治39年）9月10日 - 国府町と白鳥村が合併し、国府町となる。
- 1907年（明治40年） - 国府第一尋常小学校、第二尋常小学校、桜町尋常小学校、白鳥尋常小学校を統合し、国府尋常小学校となる。統合校舎は無く、国府第一尋常小学校校舎を本校とし、桜町尋常小学校校舎を国府尋常小学校南校舎とする。
- 1913年（大正2年） - 現在地に統合校舎が完成する。国府尋常小学校南校舎は国府尋常小学校桜町分教場となる。
- 1914年（大正3年） - 講堂が完成する。
- 1941年（昭和16年）4月1日 - 国府国民学校に改称する。
- 1943年（昭和18年）6月1日 -
  - 豊川町、牛久保町、八幡村、国府町が合併し、豊川市となる。同時に豊川市国府国民学校に改称する。
  - 国府国民学校桜町分教場が豊川市桜町国民学校として独立する。
- 1947年（昭和22年）4月1日 - 豊川市立国府小学校に改称する。
- 1952年（昭和27年） - 上宿地区が八南小学校校区から国府小学校校区に移る。
- 1967年（昭和42年） - 新校舎（鉄筋コンクリート造3階建）が完成する。
- 1969年（昭和44年） - プールが完成する。
- 1970年（昭和45年） - 校舎（鉄筋コンクリート造3階建）を新築する。旧校舎（1913年完成）を取り壊す。
- 1977年（昭和52年） - 講堂を取り壊す。
- 1978年（昭和53年） - 屋内運動場が完成する。

## 交通アクセス
- 名鉄名古屋本線国府駅下車、徒歩約15分。

## 周辺施設
- 愛知県立国府高等学校
- 愛知県立御津高等学校
- 豊川市立西部中学校
- 豊川市立御津北部小学校
- 豊川市立御油小学校
- 名鉄名古屋本線国府駅